# Troisième district congressionnel de l'Illinois
Le 3e district congressionnel de l'Illinois est un district de l'État américain de l'Illinois, il comprend une partie du Comté de Cook et est représenté par la Démocrate Delia Ramirez depuis le 3 janvier 2023. Le district était auparavant représenté par Marie Newman de 2021 à 2023, Dan Lipinski de 2005 à 2021 et par le père de Lipinski, Bill Lipinski de 1983 à 2005.
Le district comprend les banlieues ouest et sud-ouest de Chicago jusqu'à la frontière du Comté de DuPage, ainsi que des parties du côté sud-ouest de la ville de Chicago elle-même, et couvre 124,5 miles carrés (322 km2), ce qui en fait l'un des 50 plus petits. districts aux États-Unis, bien qu'il y ait cinq districts plus petits dans l'Illinois. Il est adjacent au 1er district à l'est et au sud, au 4e district au nord et au 11e district à l'ouest, et borde également les 6e et 7e districts à ses coins nord-ouest et nord-est, respectivement. Le district a été créé à la suite du recensement de 1830 et a vu le jour en 1833, cinq mois avant que Chicago ne soit organisée en ville ; il comprenait initialement le nord et l'ouest de l'Illinois avant de représenter les régions du centre-est et du nord-ouest de l'Illinois de 1843 à 1873. Le district comprend une partie de Chicago depuis 1873 et une partie du côté sud-ouest de la ville depuis 1895; le quartier est principalement suburbain depuis 1973.

## Géographie
Le district comprend les municipalités de Bedford Park, Bridgeview, Burbank, Chicago Ridge, Countryside, Forest View, Hickory Hills, Hodgkins, Hometown, Indian Head Park, Justice, La Grange, La Grange Park, Lyons, McCook, Merrionette Park, Oak Lawn , Palos Hills, Riverside, Stickney et Summit, presque tout Berwyn, Brookfield, Western Springs et Willow Springs, et des parties d'Alsip, Burr Ridge, Cicero, Darien, Hillside, North Riverside, Orland Hills, Palos Heights, Palos Park, Westchester et Worth.
Dans la ville de Chicago , il comprend les communautés de Bridgeport (domicile du maire Richard M. Daley jusqu'à ce qu'il déménage à la fin des années 1990 dans le développement de la gare centrale de Near South Side ), Clearing, Garfield Ridge, Mount Greenwood et West Lawn ; presque tout Beverly; les parties d'Archer Heights et de West Elsdon à l'ouest de Pulaski Road ; les parties ouest d'Ashburn, de Chicago Lawn et de Morgan Park ; la partie de McKinley Park au sud de Archer Avenue; des parties de Gage Park et de New City; et une petite section (1/16 mi2) de Armor Square.

### Redécoupage de 2011
Le district couvre des parties des Comtés de Cook, DuPage et Will, à partir du redécoupage de 2011 qui a suivi le recensement de 2010. Tout ou partie de Chicago, Bridgeview, Burbank, Crest Hill, Hickory Hills, Homer Glen, Justice, La Grange, Lemont, Lockport, Oak Lawn, Palos Heights, Palos Hills, Romeoville, Summit, Western Springs et Worth sont inclus. Les représentants de ces districts ont été élus lors des élections primaires et générales de 2012, et les limites sont entrées en vigueur le 3 janvier 2013.

### Redécoupage de 2021
| #  | Comté  | Siège   | Population |
| -- | ------ | ------- | ---------- |
| 31 | Cook   | Chicago | 5 087 072  |
| 43 | DuPage | Wheaton | 921 213    |

### Villes et CDP de 10 000 habitants ou plus
- Chicago - 2 665 039
- Naperville - 149 540
- Elgin - 1114 797
- Des Plaines - 60 675
- Mount Prospect - 56 852
- Wheaton - 52 970
- Lombard - 44 476
- Bartlett - 41 105
- Carol Stream - 39 854
- Streamwood - 39 577
- Hanover Park - 37 470
- Addison - 35 702
- Glendale Heights - 33 176
- St. Charles - 33 081
- Elk Grove Village - 32 812
- Glen Ellyn - 28 846
- Batavia - 26 098
- West Chicago - 25 614
- Elmwood Park - 24 521
- Villa Park - 22 263
- Bensenville - 18 813
- Franklin Park - 18 467
- Wood Dale - 14 012
- Warrenville - 13 553
- Schiller Park - 11 709
- River Grove - 10 612
- Winfield - 10 046

En raison du redécoupage de 2020, le district sera principalement basé dans le Comté de DuPage, ainsi que dans certaines parties du nord du Comté de Cook et du côté nord-ouest de Chicago.
Le 3e district englobe les quartiers de Chicago de Belmont Cragin, Montclare, Hermosa, Logan Square et Avondale; la plupart d'Albany Park, Irving Park, Portage Park et Dunning; partie de Humboldt Park, West Town et Austin (Galewood).
En dehors des limites de la ville de Chicago, le district englobe les communautés du Comté de Cook d'Elmwood Park et de Bartlett ; la majeure partie de Hanover Park; une partie de Bartlett (partagé avec le Comté de DuPage), Elk Grove Village et Streamwood; et la partie de Franklin Park au nord de Franklin Ave; la section de Schiller Park entre l'avenue Franklin et l'autoroute 19 et portions d'Elgin, Des Plaines et Mount Prospect
Le Comté de DuPage est divisé entre ce district, le 6e district, le 11e district et le 8e district. Les 3e, 6e et 11e districts sont divisés par Grand Ave, Highway 83, Central Ave, Fullerton Ave, Harvard Ave, Armitage Ave, Addison Rd, Highway 64, Westmore Ave, Plymouth St, Westwood Ave, Highway 355, Union Pacific Railroad, North Path, President St, Naperville Rd, Highway 23, Danada Ct, Arrowhead Golf Club, Herrick Rd, Galosh Ave, Butterfield Rd, Calumet Ave E et Prairie Ave.
Les 3e et 8e districts sont séparés par Bartlett Rd, Old Wayne Golf Course, St Charles Rd, Fair Oaks Rd, Timber Ln, Woodcreek Ln N, Wayne Oaks Dam Reservoir, Morton Rd, Pawnee Dr, County Farm Rd, Highway 64, Gary Ave Della Ave, West St, Geneva Rd, Bloomingdale's Rd, Glendale Lakes Golf Club, President St, Gilberto St, Schubert Ave, Opal Ave, Stevenson Dr, Highway 4, Polo Club Dr, Canadian National Railway, East Branch Park, Army Trail Rd, Belmont Pl, Addison Trail High School, Woodland Ave, 7th Ave, Lake St, 3rd Ave, Eggerding Dr, Mill Rd, Highway 290, Addison Rd, Oak Meadows Golf & Banquets, Central Ave, Chemin de fer Canadien Pacifique, Wood Dale Rd , Elmhurt St et Lively Blvd.
Le 3e district englobe les municipalités de West Chicago, Wayne, Bensenville, Glendale Heights, Winfield ; la plupart de Wheaton; et des parties de Warrenville, Bartlett (partagé avec le Comté de Cook), Hanover Park, Carol Stream, Glen Ellyn, Village Park, Wood Dale, Addison, Lombard, Glendale Heights, Naperville, Batavia et St. Charles.

## Démographie
Le quartier, situé entre le 4e district à majorité hispanique au nord et les 1er et 7e district à majorité noire à l'est, abrite de nombreux groupes ethniques importants et historiques, notamment des immigrants irlandais, polonais, arabes, allemands, italiens et tchèques. et leurs descendants. À 14,2 %, les Irlandais constituent le plus grand groupe ethnique blanc du district, principalement dans la région de Bridgeport (le quartier ancestral de la famille Daley et d'autres politiciens irlandais de Chicago) et dans la région de Mount Greenwood-Beverly. ; c'est la plus grande population irlandaise de tous les districts à l'ouest de la banlieue de Philadelphie. Les Polonais forment le deuxième plus grand groupe ethnique blanc à 13,5%, égalant le 5e district du côté nord-ouest pour le deuxième pourcentage le plus élevé de tous les districts, derrière seulement le 27e district congressionnel de New York. Les autres groupes ethniques blancs les plus importants sont les Allemands (11,0%) et les Italiens (6,9%). Parmi les banlieues principalement au sud de la 87e rue (dans les villages de Palos et Worth), 9 sur 10 ont des populations irlandaises plus importantes que polonaises, généralement par de larges marges; mais au nord de la 87e rue, dans les zones de la ville de Lyons au sud de l'Interstate 55 ou dans les cantons à l'est de Harlem Avenue, 9 des 10 banlieues ont une population polonaise plus importante que les Irlandais, encore une fois par de larges marges. À Oak Lawn , la plus grande banlieue du district, les Irlandais sont plus nombreux que les Polonais 30% -19%; à Burbank voisin, la troisième plus grande banlieue du district, les Polonais sont plus nombreux que les Irlandais par une marge identique.
Plus récemment, une importante communauté mexicaine s'est installée dans le quartier, notamment à Berwyn, Cicero, Hodgkins et Summit où ils représentent plus de 30 % de la population, et le long d'Archer Avenue, une artère majeure de Chicago qui traverse la partie nord du quartier. Il existe également une importante communauté grecque à Oak Lawn et Palos Hills. Au cours des deux dernières décennies, il y a eu une colonie arabe notable dans les environs de Bridgeview et, lors du recensement de 2000, les Arabes représentaient l'un des cinq plus grands groupes ethniques non hispaniques de Bridgeview et de trois banlieues adjacentes. Environ 41% des habitants du district vivent à Chicago. Environ 21 % de la population du district sont hispaniques, 68 % sont caucasiennes, 6 % sont afro-américaines et 3 % sont asiatiques ; le redécoupage après le recensement de 2000 et l'afflux continu d'hispaniques ont triplé la population minoritaire par rapport à une décennie plus tôt, car le district dans sa configuration précédente avait une population à 7% hispanique, 2% afro-américaine et 1% asiatique. Les zones les plus riches du district sont généralement situées dans sa partie nord-ouest.

## Économie
Le district est une plaque tournante historique du transport et de l'expédition aux États-Unis; non seulement il comprend le Chicago Midway International Airport, mais il est également traversé par le Chicago Sanitary and Ship Canal, le Calumet Sag Channel et Des Plaines River, ce qui lui vaut des désignations nationales pour le Chicago Portage National Historic Site à Forest View et l'Illinois and Michigan Canal National Heritage Corridor. Le chemin de l'historique Route 66 s'étend vers le sud-ouest à travers le quartier depuis son extrémité est à Chicago. L'Interstate 55 croise à la fois l'autoroute à péage Tri-State (Interstate 294) et l'autoroute Dan Ryan (Interstate 90/94) dans le district, et en 2001 - depuis lors, le district s'est légèrement déplacé vers le nord-ouest - il a été noté comme probable ayant plus de gares de marchandises et de passages à niveau que tout autre district.
Le quartier comprend le stade SeatGeek, domicile de l'équipe des Red Stars de Chicago en football professionnel féminin, ainsi que l'hippodrome de Hawthorne ; la région bénéficie également des matchs à domicile des White Sox de Chicago au US Cellular Field, qui se trouve à moins de 1000 pieds (300 m) au-delà de la frontière du district. Des parties des Cook County Forest Preserves couvrent plusieurs kilomètres carrés dans le coin sud-ouest du district. Les attractions culturelles comprennent le Zoo de Brookfield et le Balzekas Museum of Lithuanian Culture à West Lawn; les établissements d'enseignement comprennent la St. Xavier University à Mount Greenwood, le Moraine Valley Community College à Palos Hills, le Morton College à Cicero et le Richard J. Daley College, une université de la ville de Chicago, à West Lawn; et les installations médicales comprennent l'Advocate Christ Medical Center à Oak Lawn, l'Adventist La Grange Memorial Hospital à La Grange et le MacNeal Hospital à Berwyn. Une Ronald McDonald House adjacente à Advocate Christ a ouvert ses portes en décembre 2008. Les présences industrielles et commerciales dans le district comprennent : Tootsie Roll Industries ; Electro-Motive Diesel ; une boulangerie Nabisco qui est la plus grande boulangerie de biscuits au monde; le Chicago Area Consolidation Hub Chicago de United Parcel Service et la gare de triage BNSF adjacente; une usine de fabrication d'aliments ACH (anciennement partie de Corn Products Company) à Summit; une usine de toiture et d'asphalte Owens Corning à Summit; et une usine Nalco Chemical à Bedford Park. L'ancien site de l'amphithéâtre international, maintenant une usine Aramark, se trouve dans le quartier. Les organisations basées dans le district comprennent l'American Nuclear Society à La Grange Park. Parmi les installations fédérales du district se trouve le siège régional des Grands Lacs de la National Archives and Records Administration à West Lawn.
Other district sites on the National Register of Historic Places include:
- American State Bank, Berwyn
- Berwyn Health Center
- Berwyn Municipal Building
- Avery Coonley House, Riverside
- Cornell Square, New City, Chicago
- Arthur J. Dunham House, Berwyn
- First Congregational Church of Western Springs
- Grossdale Station, Brookfield
- Haymarket Martyrs' Monument National Historic Landmark, Forest Park
- Hofmann Tower, Lyons
- La Grange Village Historic District
- Lyons Township Hall, La Grange
- Old Stone Gate of Chicago Union Stockyards National Historic Landmark, New City, Chicago
- George E. Purple House, La Grange
- Ridge Historic District, Beverly/Morgan Park, Chicago
- Riverside Landscape Architecture District, Riverside
- Robert Silhan House, Berwyn
- F.F. Tomek House, Riverside
- Wayne Village Historic District
- Western Springs Water Tower

## Politique
Le district a été décrit comme "ancestralement démocrate, culturellement conservateur, multiethnique et viscéralement patriotique". Il a gagné la réputation d'être le berceau des Reagan Democrats lorsque, lors des élections présidentielles de 1980, il fut un des deux district de Chicago (sur neuf) à être remporté par le Républicain Ronald Reagan, ainsi que le 6e district (un district presque entièrement suburbain qui comprenait également l'aéroport O'Hare de Chicago) ; le district a simultanément réélu le membre du Congrès Démocrate Marty Russo avec près de 69% des voix. La description de Reagan Democrat est devenue encore plus appropriée lorsque Reagan a reçu 65% des voix ici en 1984 tandis que Russo a de nouveau gagné avec 64%. Le redécoupage pour les années 1990 a déplacé le district vers un territoire démocrate plus fiable, mais Bill Clinton a remporté le district en 1992 avec une marge de seulement 41% à 39% malgré l'obtention d'au moins 65% des voix dans quatre autres districts du côté sud; il a remporté le district avec 53% en 1996 bien que ses totaux dans les autres districts du côté sud se situent tous entre 80 et 85%. George W. Bush a obtenu 41% des voix ici en 2000 et 2004 bien qu'il n'ait dépassé 21% dans aucun des quatre autres districts du côté sud; c'était sa meilleure performance dans n'importe quel district situé principalement dans le Comté de Cook. Une grande partie du territoire de banlieue actuel du district se trouvait dans le 4e district des années 1950 aux années 1970, alors qu'il s'agissait d'un district de banlieue solidement républicain représenté par Ed Derwinski. Plus récemment, Lyons, Palos et le village de Riverside dans la moitié ouest du 3e district ont tous voté pour Bush en 2000. Au cours des huit dernières élections présidentielles, le candidat démocrate au Congrès a en moyenne 20 points d'avance sur le candidat du parti à la présidence du district.
Le redécoupage qui a pris effet pour les élections de 1992 n'a conservé que 40% de la superficie précédente du district et a opposé le titulaire, Mark Russo, en place depuis 9 mandats - qui a changé de résidence plutôt que de se présenter dans le 2e district, qui comprenait désormais son ancien domicile - contre le titulaire de cinq mandats Bill Lipinski, qui avait auparavant représenté le 5e district voisin, à la primaire démocrate. Lipinski a couru près de Russo dans les banlieues mais a facilement remporté les régions de Chicago et a remporté la primaire 58%-37%. Lipinski était décidément le démocrate le plus conservateur de la délégation de l'Illinois, s'opposant à l'avortement et aux homosexuels servant dans l'armée tout en soutenant la prière à l'école, les bons de scolarité, le Defense of Marriage Act et la peine de mort. Il a également aidé à rédiger une proposition d'amendement constitutionnel en 1997 interdisant la profanation du drapeau. Membre des Blue Dog Democrats, il était l'un des 30 démocrates à avoir voté pour le plan républicain de réforme de l'aide sociale. Il s'est souvent heurté à l'administration Clinton, s'opposant à la position du président plus de la moitié du temps au Congrès de 1997-1998. Il était l'un des 31 démocrates à voter en faveur d'une enquête de la commission judiciaire lors de la préparation de la destitution de Clinton ; il a finalement voté contre la destitution, mais a simultanément appelé Clinton à démissionner. En 1999, Lipinski a déclaré que Clinton "n'a pas de crédibilité sur les questions militaires", ajoutant que "le peuple américain a le sentiment que Clinton n'est pas sûr." Il était un opposant constant aux accords de libre-échange américains, affirmant qu'ils étaient désastreux pour Fabrication américaine. Lipinski a reçu des cotes d'approbation plus élevées de l'Union conservatrice américaine que de l'ACLU au cours de 12 de ses 13 dernières années au pouvoir, bien que ses cotes les plus élevées proviennent généralement de groupes de travailleurs et de consommateurs et de la Coalition chrétienne. Il a reçu une note de 0 de l'ACLU pour le mandat 1997-1998, et a également compilé une note globale de 0 de la National Abortion Rights Action League. Ses politiques lui ont permis de travailler facilement avec les républicains ; il était candidat pour devenir Secrétaire aux Transports dans l'administration Bush et a collaboré avec le président de la Chambre Dennis Hastert du 14e district pour concevoir le plan de redécoupage de l'État après le recensement de 2000. et après avoir survécu avec une victoire de 54% à 46% au milieu des gains républicains de 1994, il a été réélu en augmentant les marges à chaque élection suivante; en 2002, il est devenu le premier candidat sans opposition de l'histoire du district.
Lors de la primaire républicaine de 2018, la seule option était Arthur Jones, membre autoproclamé du parti nazi et négationniste. Bien que Jones ait reçu plus de 20 000 voix lors de la primaire, de nombreuses organisations républicaine du district ont pris la décision sans précédent d'approuver le représentant Dan Lipinski aux élections générales.

## Historique de vote
Ce tableau indique comment le district a voté lors des récentes élections à l'échelle de l'État ; les résultats des élections reflètent le vote dans la circonscription telle qu'elle est actuellement configurée, pas nécessairement telle qu'elle était au moment de ces élections.
| Année | Poste             | Résultats                         |
| ----- | ----------------- | --------------------------------- |
| 2016  | Président         | Hillary Clinton 69,1 % – 24,6 %   |
| 2016  | Sénat             | Tammy Duckworth 65,4 % – 28,4 %   |
| 2018  | Gouverneur        | J. B. Pritzker 67,4 % – 27,7 %    |
| 2018  | Procureur Général | Kwame Raoul 67,4 % – 29,9 %       |
| 2018  | Secrétaire d'État | Jesse White 78,1 % – 19,0 %       |
| 2020  | Président         | Joe Biden 69,7 % – 28,3 %         |
| 2020  | Sénat             | Dick Durbin 67,3 % – 25,6 %       |
| 2022  | Sénat             | Tammy Duckworth 69,6 % – 28,8 %   |
| 2022  | Gouverneur        | J. B. Pritzker 68,4 % – 29,0 %    |
| 2022  | Procureur Général | Kwame Raoul 67,9 % – 29,9 %       |
| 2022  | Secrétaire d'État | Alexi Giannoulias 68,2 % – 29,6 % |

## Représentants connus
| Nom                     | Notes |
| ----------------------- | --- |
| John T. Stuart (en)     | A servi comme major dans l'U.S. Army durant la Guerre de Black Hawk (1832). Candidat du Parti de l'Union Constitutionnelle pour l'élection du Gouverneur de l'Illinois de 1860. Conseiller connu d'Abraham Lincoln. |
| Joseph Duncan           | Élu 6e Gouverneur de l'Illinois (1834 - 1838) Candidat Whig pour l'élection du Gouverneur de l'Illinois de 1842. |
| Lorenzo Brentano        | A servi comme Président de l'État Libre de Baden (1849) |
| George R. Davis (en)    | A servi comme major de l'Armée de l'Union durant la Guerre de Sécession (1862 - 1865) |
| Elihu B. Washburne      | A servi comme Doyen de la Chambre des Représentants des États-Unis (1863 - 1869) Désigné 25e Secrétaire d'État des États-Unis (1869) Désigné Ambassadeur des États-Unis en France (1869 - 1877)                     |
| Horatio C. Burchard     | Désigné Directeur de la Monnaie des États-Unis (1879 - 1885) |
| Charles B. Farwell      | Élu Sénateur de l'Illinois (1887 - 1891) |
| William E. Mason        | Élu Sénateur de l'Illinois (1897 - 1903) |
| Robert P. Hanrahan (en) | A servi comme Sous-Secrétaire Adjoint à l'Éducation dans le Département de la Santé et des Services Sociaux des États-Unis (1975 - 1977)                                                                            |

## Liste des Représentants du district
| Membre                        | Parti                 | Années                                | Congrès     | Histoire électorale | Zone géographique |
| ----------------------------- | --------------------- | ------------------------------------- | ----------- | --- | --- |
| District créée le 4 mars 1833 |                       |                                       |             | | |
| Joseph Duncan                 | Jacksonien (en)       | 4 mars 1833 - 21 septembre 1834       | 23e         | Redécoupage depuis le district at-large et réélu en 1832. Réélu en 1834. Démissionne pour devenir Gouverneur de l'Illinois.                                  | 1833–1843 La majeure partie du nord et de l'ouest de l'Illinois : Adams, Calhoun, Cook, Fulton, Greene, Hancock, Henry, Jo Daviess, Knox, LaSalle, Macon, McDonough, McLean, Mercer, Morgan, Peoria, Pike, Putnam, Sangamon, Schuyler, Tazewell et Warren (de nombreux comtés supplémentaires ont ensuite été créés dans cette zone). Pendant cette période, Abraham Lincoln était un résident du district, commençant sa carrière politique en tant que législateur d'État; le représentant du district de 1839 à 1843 était le partenaire juridique de Lincoln, John T. Stuart. |
| Vacant                        | Vacant                | 21 septembre 1834 - 1er décembre 1834 | 23e         | | 1833–1843 La majeure partie du nord et de l'ouest de l'Illinois : Adams, Calhoun, Cook, Fulton, Greene, Hancock, Henry, Jo Daviess, Knox, LaSalle, Macon, McDonough, McLean, Mercer, Morgan, Peoria, Pike, Putnam, Sangamon, Schuyler, Tazewell et Warren (de nombreux comtés supplémentaires ont ensuite été créés dans cette zone). Pendant cette période, Abraham Lincoln était un résident du district, commençant sa carrière politique en tant que législateur d'État; le représentant du district de 1839 à 1843 était le partenaire juridique de Lincoln, John T. Stuart. |
| William L. May (en)           | Jacksonien (en)       | 1er décembre 1834 - 3 mars 1837       | 23e - 25e   | Élu pour terminer le mandat de Duncan. Réélu en 1836. Retrait.                                                                                               | 1833–1843 La majeure partie du nord et de l'ouest de l'Illinois : Adams, Calhoun, Cook, Fulton, Greene, Hancock, Henry, Jo Daviess, Knox, LaSalle, Macon, McDonough, McLean, Mercer, Morgan, Peoria, Pike, Putnam, Sangamon, Schuyler, Tazewell et Warren (de nombreux comtés supplémentaires ont ensuite été créés dans cette zone). Pendant cette période, Abraham Lincoln était un résident du district, commençant sa carrière politique en tant que législateur d'État; le représentant du district de 1839 à 1843 était le partenaire juridique de Lincoln, John T. Stuart. |
| William L. May (en)           | Démocrate             | 4 mars 1837 - 3 mars 1839             | 23e - 25e   | Élu pour terminer le mandat de Duncan. Réélu en 1836. Retrait.                                                                                               | 1833–1843 La majeure partie du nord et de l'ouest de l'Illinois : Adams, Calhoun, Cook, Fulton, Greene, Hancock, Henry, Jo Daviess, Knox, LaSalle, Macon, McDonough, McLean, Mercer, Morgan, Peoria, Pike, Putnam, Sangamon, Schuyler, Tazewell et Warren (de nombreux comtés supplémentaires ont ensuite été créés dans cette zone). Pendant cette période, Abraham Lincoln était un résident du district, commençant sa carrière politique en tant que législateur d'État; le représentant du district de 1839 à 1843 était le partenaire juridique de Lincoln, John T. Stuart. |
| John T. Stuart (en)           | Whig                  | 4 mars 1839 - 3 mars 1843             | 26e , 27e   | Élu en 1838. Réélu en 1840. Retrait. | 1833–1843 La majeure partie du nord et de l'ouest de l'Illinois : Adams, Calhoun, Cook, Fulton, Greene, Hancock, Henry, Jo Daviess, Knox, LaSalle, Macon, McDonough, McLean, Mercer, Morgan, Peoria, Pike, Putnam, Sangamon, Schuyler, Tazewell et Warren (de nombreux comtés supplémentaires ont ensuite été créés dans cette zone). Pendant cette période, Abraham Lincoln était un résident du district, commençant sa carrière politique en tant que législateur d'État; le représentant du district de 1839 à 1843 était le partenaire juridique de Lincoln, John T. Stuart. |
| Orlando B. Ficklin (en)       | Démocrate             | 4 mars 1843 - 3 mars 1849             | 28e - 30e   | Élu en 1842. Réélu en 1844. Réélu en 1846. | 1843–1853 Déplacé vers la partie centre-est de l'État, englobant les comtés de Christian, Clark, Clay, Coles, Crawford, Cumberland, DeWitt, Edgar, Effingham, Fayette, Jasper, Lawrence, Macon, Moultrie, Piatt, Richland et Shelby. |
| Timothy R. Young (en)         | Démocrate             | 4 mars 1849 - 3 mars 1851             | 31e         | Élu en 1848. | 1843–1853 Déplacé vers la partie centre-est de l'État, englobant les comtés de Christian, Clark, Clay, Coles, Crawford, Cumberland, DeWitt, Edgar, Effingham, Fayette, Jasper, Lawrence, Macon, Moultrie, Piatt, Richland et Shelby. |
| Orlando B. Ficklin (en)       | Démocrate             | 4 mars 1851 - 3 mars 1853             | 32e         | Élu en 1850. | 1843–1853 Déplacé vers la partie centre-est de l'État, englobant les comtés de Christian, Clark, Clay, Coles, Crawford, Cumberland, DeWitt, Edgar, Effingham, Fayette, Jasper, Lawrence, Macon, Moultrie, Piatt, Richland et Shelby. |
| Jesse O. Norton (en)          | Whig                  | 4 mars 1853 - 3 mars 1855             | 33e , 34e   | Élu en 1852. Réélu en 1854. Retrait. | 1853–1863 Déplacé vers le nord pour couvrir les douze comtés au sud et au sud-ouest du Comté de Cook : comtés de Bureau, Champaign, DeWitt, Grundy, Iroquois, Kendall, LaSalle, Livingston, McLean, Putnam, Vermilion et Will. |
| Jesse O. Norton (en)          | Opposition Party (en) | 4 mars 1855 - 3 mars 1857             | 33e , 34e   | Élu en 1852. Réélu en 1854. Retrait. | 1853–1863 Déplacé vers le nord pour couvrir les douze comtés au sud et au sud-ouest du Comté de Cook : comtés de Bureau, Champaign, DeWitt, Grundy, Iroquois, Kendall, LaSalle, Livingston, McLean, Putnam, Vermilion et Will. |
| Owen Lovejoy (en)             | Républicain           | 4 mars 1857 - 3 mars 1863             | 35e - 37e   | Élu en 1856. Réélu en 1858. Réélu en 1860. Redécoupage vers le 5e district.                                                                                  | 1853–1863 Déplacé vers le nord pour couvrir les douze comtés au sud et au sud-ouest du Comté de Cook : comtés de Bureau, Champaign, DeWitt, Grundy, Iroquois, Kendall, LaSalle, Livingston, McLean, Putnam, Vermilion et Will. |
| Elihu B. Washburne            | Républicain           | 4 mars 1863 - 6 mars 1869             | 38e - 41e   | Redécoupage depuis le 1er district et réélu en 1862. Réélu en 1864. Réélu en 1866. Réélu en 1868. Démissionne pour devenir Secrétaire d'État des États-Unis. | 1863–1873 Déplacé pour inclure les six comtés du coin nord-ouest de l'État: comtés de Carroll, Jo Daviess, Lee, Ogle, Stephenson et Whiteside. |
| Vacant                        | Vacant                | 6 mars 1869 - 6 décembre 1869         | 41e         | | 1863–1873 Déplacé pour inclure les six comtés du coin nord-ouest de l'État: comtés de Carroll, Jo Daviess, Lee, Ogle, Stephenson et Whiteside. |
| Horatio C. Burchard           | Républicain           | 6 décembre 1869 - 3 mars 1873         | 41e , 42e   | Élu pour terminer le mandat de Washburne. Réélu en 1870. Redécoupage vers le 5e district.                                                                    | 1863–1873 Déplacé pour inclure les six comtés du coin nord-ouest de l'État: comtés de Carroll, Jo Daviess, Lee, Ogle, Stephenson et Whiteside. |
| Charles B. Farwell            | Républicain           | 4 mars 1873 - 6 mai 1876              | 43e , 44e   | Redécoupage depuis le 1er district et réélu en 1872. Perds la contestation de son élection.                                                                  | 1873–1883 Déplacé pour inclure le Comté de Lake, les seize villages comprenant la moitié nord du comté de Cook (Barrington, Cicero, Elk Grove, Evanston, Hanover, Jefferson, Lake View, Leyden, Maine, New Trier, Niles, Northfield, Palatine, Proviso, Schaumburg, Wheeling) et le côté nord de Chicago (la limite nord de la ville à l'est de la rivière était alors Fullerton Avenue). Pendant cette période, le Near North Side se remettait des ravages du Grand Incendie de Chicago d'octobre 1871. |
| John V. Le Moyne (en)         | Démocrate             | 6 mai 1876 - 3 mars 1877              | 44e         | Remporte la contestation de son élection. Perds sa réélection.                                                                                               | 1873–1883 Déplacé pour inclure le Comté de Lake, les seize villages comprenant la moitié nord du comté de Cook (Barrington, Cicero, Elk Grove, Evanston, Hanover, Jefferson, Lake View, Leyden, Maine, New Trier, Niles, Northfield, Palatine, Proviso, Schaumburg, Wheeling) et le côté nord de Chicago (la limite nord de la ville à l'est de la rivière était alors Fullerton Avenue). Pendant cette période, le Near North Side se remettait des ravages du Grand Incendie de Chicago d'octobre 1871. |
| Lorenzo Brentano              | Républicain           | 4 mars 1877 - 3 mars 1879             | 45e         | Élu en 1876. Perds sa renomination. | 1873–1883 Déplacé pour inclure le Comté de Lake, les seize villages comprenant la moitié nord du comté de Cook (Barrington, Cicero, Elk Grove, Evanston, Hanover, Jefferson, Lake View, Leyden, Maine, New Trier, Niles, Northfield, Palatine, Proviso, Schaumburg, Wheeling) et le côté nord de Chicago (la limite nord de la ville à l'est de la rivière était alors Fullerton Avenue). Pendant cette période, le Near North Side se remettait des ravages du Grand Incendie de Chicago d'octobre 1871. |
| Hiram Barber Jr. (en)         | Républicain           | 4 mars 1879 - 3 mars 1881             | 46e         | Élu en 1878. Perds sa renomination. | 1873–1883 Déplacé pour inclure le Comté de Lake, les seize villages comprenant la moitié nord du comté de Cook (Barrington, Cicero, Elk Grove, Evanston, Hanover, Jefferson, Lake View, Leyden, Maine, New Trier, Niles, Northfield, Palatine, Proviso, Schaumburg, Wheeling) et le côté nord de Chicago (la limite nord de la ville à l'est de la rivière était alors Fullerton Avenue). Pendant cette période, le Near North Side se remettait des ravages du Grand Incendie de Chicago d'octobre 1871. |
| Charles B. Farwell            | Républicain           | 4 mars 1881 - 3 mars 1883             | 47e         | Élu en 1880. Retrait. | 1873–1883 Déplacé pour inclure le Comté de Lake, les seize villages comprenant la moitié nord du comté de Cook (Barrington, Cicero, Elk Grove, Evanston, Hanover, Jefferson, Lake View, Leyden, Maine, New Trier, Niles, Northfield, Palatine, Proviso, Schaumburg, Wheeling) et le côté nord de Chicago (la limite nord de la ville à l'est de la rivière était alors Fullerton Avenue). Pendant cette période, le Near North Side se remettait des ravages du Grand Incendie de Chicago d'octobre 1871. |
| George R. Davis (en)          | Républicain           | 4 mars 1883 - 3 mars 1885             | 48e         | Redécoupage depuis le 2e district et réélu en 1882. Retrait.                                                                                                 | 1883–1893 Parties du côté ouest entre la 12e rue (maintenant Roosevelt Road) et le bras nord de la Chicago River, à l'exclusion d'une petite zone au nord de la 12e rue près de la rivière; comme la ville s'étendait toujours vers l'ouest, la limite ouest était Western Avenue de la rivière à North Avenue et Crawford Avenue (maintenant Pulaski Road) du nord au 12e. L'Illinois a gagné deux Représentants supplémentaires à la suite du recensement de 1890, mais ils ont été élus at-large pour le mandat 1893–1895 avant le redécoupage, et le découpage de la décennie précédente est resté en vigueur. |
| James H. Ward                 | Démocrate             | 4 mars 1885 - 3 mars 1887             | 49e         | Élu en 1884. Retrait. | 1883–1893 Parties du côté ouest entre la 12e rue (maintenant Roosevelt Road) et le bras nord de la Chicago River, à l'exclusion d'une petite zone au nord de la 12e rue près de la rivière; comme la ville s'étendait toujours vers l'ouest, la limite ouest était Western Avenue de la rivière à North Avenue et Crawford Avenue (maintenant Pulaski Road) du nord au 12e. L'Illinois a gagné deux Représentants supplémentaires à la suite du recensement de 1890, mais ils ont été élus at-large pour le mandat 1893–1895 avant le redécoupage, et le découpage de la décennie précédente est resté en vigueur. |
| William E. Mason              | Républicain           | 4 mars 1887 - 3 mars 1891             | 50e , 51e   | Élu en 1886. Réélu en 1888. Perds sa réélection. | 1883–1893 Parties du côté ouest entre la 12e rue (maintenant Roosevelt Road) et le bras nord de la Chicago River, à l'exclusion d'une petite zone au nord de la 12e rue près de la rivière; comme la ville s'étendait toujours vers l'ouest, la limite ouest était Western Avenue de la rivière à North Avenue et Crawford Avenue (maintenant Pulaski Road) du nord au 12e. L'Illinois a gagné deux Représentants supplémentaires à la suite du recensement de 1890, mais ils ont été élus at-large pour le mandat 1893–1895 avant le redécoupage, et le découpage de la décennie précédente est resté en vigueur. |
| Allan C. Durborow Jr. (en)    | Démocrate             | 4 mars 1891 - 3 mars 1895             | 52e , 53e   | Élu en 1890. Réélu en 1892. Retrait. | 1883–1893 Parties du côté ouest entre la 12e rue (maintenant Roosevelt Road) et le bras nord de la Chicago River, à l'exclusion d'une petite zone au nord de la 12e rue près de la rivière; comme la ville s'étendait toujours vers l'ouest, la limite ouest était Western Avenue de la rivière à North Avenue et Crawford Avenue (maintenant Pulaski Road) du nord au 12e. L'Illinois a gagné deux Représentants supplémentaires à la suite du recensement de 1890, mais ils ont été élus at-large pour le mandat 1893–1895 avant le redécoupage, et le découpage de la décennie précédente est resté en vigueur. |
| Allan C. Durborow Jr. (en)    | Démocrate             | 4 mars 1891 - 3 mars 1895             | 52e , 53e   | Élu en 1890. Réélu en 1892. Retrait. | 1893–1903 De la rivière au sud jusqu'à la 26e rue ; À l'ouest de la rivière et au sud de la 12e rue bordée à l'ouest par Johnson Street (maintenant Peoria Street) de la 12e à la 22e rue (maintenant Cermak Road) et par Halsted Street de la 22e à la rivière; et au sud de l'Illinois and Michigan Canal aussi loin au sud que la 39e rue (maintenant Pershing Road) entre les avenues Western et Wentworth. Aux élections législatives de 1896, Clarence Darrow a perdu par 590 voix (2,5%). |
| Lawrence E. McGann (en)       | Démocrate             | 4 mars 1895 - 27 décembre 1895        | 54e         | Élu en 1894. Perds la contestation de son élection. | |
| Hugh R. Belknap (en)          | Républicain           | 27 décembre 1895 - 3 mars 1899        | 54e , 55e   | Remporte la contestation de son élection. Élu en 1896. Perds sa réélection.                                                                                  | |
| George P. Foster (en)         | Démocrate             | 4 mars 1899 - 3 mars 1903             | 56e , 57e   | Élu en 1898. Réélu en 1900. Redécoupage vers le 4e district.                                                                                                 | |
| William W. Wilson (en)        | Républicain           | 4 mars 1903 - 3 mars 1913             | 58e - 62e   | Élu en 1902. Réélu en 1904. Réélu en 1906. Réélu en 1908. Réélu en 1910. Perds sa réélection.                                                                | 1903–1933 A commencé à prendre son territoire actuel et comprenait les neuf villages les plus au sud du Comté de Cook (Bloom, Bremen, Calumet, Lemont, Orland, Palos, Rich, Thornton et Worth), ainsi que la partie de Chicago à l'ouest de State Street entre la 51e rue et la 111e rue à l'exception d'un mille carré et quart dans le coin sud-est. (Remarque: en 1903, la limite ouest de la ville à la 111e rue était Western Avenue et à la 115e rue était Ashland Avenue; mais pendant cette période, diverses parties des cantons de Calumet et Worth ont été annexées par Chicago.) Les districts de l'Illinois n'ont été redessinés qu'en 1947 , prenant effet pour les élections de 1948. |
| George E. Gorman (en)         | Démocrate             | 4 mars 1913 - 3 mars 1915             | 63e         | Élu en 1912. Retrait. | 1903–1933 A commencé à prendre son territoire actuel et comprenait les neuf villages les plus au sud du Comté de Cook (Bloom, Bremen, Calumet, Lemont, Orland, Palos, Rich, Thornton et Worth), ainsi que la partie de Chicago à l'ouest de State Street entre la 51e rue et la 111e rue à l'exception d'un mille carré et quart dans le coin sud-est. (Remarque: en 1903, la limite ouest de la ville à la 111e rue était Western Avenue et à la 115e rue était Ashland Avenue; mais pendant cette période, diverses parties des cantons de Calumet et Worth ont été annexées par Chicago.) Les districts de l'Illinois n'ont été redessinés qu'en 1947 , prenant effet pour les élections de 1948. |
| William W. Wilson (en)        | Républicain           | 4 mars 1915 - 3 mars 1921             | 64e - 66e   | Élu en 1914. Réélu en 1916. Réélu en 1918. Retrait. | 1903–1933 A commencé à prendre son territoire actuel et comprenait les neuf villages les plus au sud du Comté de Cook (Bloom, Bremen, Calumet, Lemont, Orland, Palos, Rich, Thornton et Worth), ainsi que la partie de Chicago à l'ouest de State Street entre la 51e rue et la 111e rue à l'exception d'un mille carré et quart dans le coin sud-est. (Remarque: en 1903, la limite ouest de la ville à la 111e rue était Western Avenue et à la 115e rue était Ashland Avenue; mais pendant cette période, diverses parties des cantons de Calumet et Worth ont été annexées par Chicago.) Les districts de l'Illinois n'ont été redessinés qu'en 1947 , prenant effet pour les élections de 1948. |
| Elliott W. Sproul (en)        | Républicain           | 4 mars 1921 - 3 mars 1931             | 67e - 71e   | Élu en 1920. Réélu en 1922. Réélu en 1924. Réélu en 1926. Réélu en 1928. Perds sa réélection.                                                                | 1903–1933 A commencé à prendre son territoire actuel et comprenait les neuf villages les plus au sud du Comté de Cook (Bloom, Bremen, Calumet, Lemont, Orland, Palos, Rich, Thornton et Worth), ainsi que la partie de Chicago à l'ouest de State Street entre la 51e rue et la 111e rue à l'exception d'un mille carré et quart dans le coin sud-est. (Remarque: en 1903, la limite ouest de la ville à la 111e rue était Western Avenue et à la 115e rue était Ashland Avenue; mais pendant cette période, diverses parties des cantons de Calumet et Worth ont été annexées par Chicago.) Les districts de l'Illinois n'ont été redessinés qu'en 1947 , prenant effet pour les élections de 1948. |
| Edward A. Kelly (en)          | Démocrate             | 4 mars 1931 - 3 janvier 1943          | 72e - 77e   | Élu en 1930. Réélu en 1932. Réélu en 1934. Réélu en 1936. Réélu en 1938. Réélu en 1940. Perds sa réélection.                                                 | 1903–1933 A commencé à prendre son territoire actuel et comprenait les neuf villages les plus au sud du Comté de Cook (Bloom, Bremen, Calumet, Lemont, Orland, Palos, Rich, Thornton et Worth), ainsi que la partie de Chicago à l'ouest de State Street entre la 51e rue et la 111e rue à l'exception d'un mille carré et quart dans le coin sud-est. (Remarque: en 1903, la limite ouest de la ville à la 111e rue était Western Avenue et à la 115e rue était Ashland Avenue; mais pendant cette période, diverses parties des cantons de Calumet et Worth ont été annexées par Chicago.) Les districts de l'Illinois n'ont été redessinés qu'en 1947 , prenant effet pour les élections de 1948. |
| Edward A. Kelly (en)          | Démocrate             | 4 mars 1931 - 3 janvier 1943          | 72e - 77e   | Élu en 1930. Réélu en 1932. Réélu en 1934. Réélu en 1936. Réélu en 1938. Réélu en 1940. Perds sa réélection.                                                 | 1933–1943 |
| Fred E. Busbey (en)           | Républicain           | 3 janvier 1943 - 3 janvier 1945       | 78e         | Élu en 1942. Perds sa réélection. | 1943–1953 Comprend la partie de Chicago délimitée au nord par la 65e rue (Cicero Avenue à Western Avenue), Marquette Road (Western à Damen), la 59e rue (Damen à Wallace) et Garfield Boulevard (Wallace au chemin de fer entre Wentworth et State Street), et délimité à l'est par le chemin de fer (de Garfield à la 59e), State Street (de la 59e à la 73e rue), Indiana Avenue (de la 73e à la 83e rue), South Park Boulevard (plus tard rebaptisé King Drive, de la 83e à la 99e rue), Stewart Avenue (99e à 103e rue) et Halsted (103e à 123e rue). Les mêmes limites ont été maintenues dans le redécoupage après 1950. |
| Edward A. Kelly (en)          | Démocrate             | 3 janvier 1945 - 3 janvier 1947       | 79e         | Élu en 1944. Perds sa réélection. | 1943–1953 Comprend la partie de Chicago délimitée au nord par la 65e rue (Cicero Avenue à Western Avenue), Marquette Road (Western à Damen), la 59e rue (Damen à Wallace) et Garfield Boulevard (Wallace au chemin de fer entre Wentworth et State Street), et délimité à l'est par le chemin de fer (de Garfield à la 59e), State Street (de la 59e à la 73e rue), Indiana Avenue (de la 73e à la 83e rue), South Park Boulevard (plus tard rebaptisé King Drive, de la 83e à la 99e rue), Stewart Avenue (99e à 103e rue) et Halsted (103e à 123e rue). Les mêmes limites ont été maintenues dans le redécoupage après 1950. |
| Fred E. Busbey (en)           | Républicain           | 3 janvier 1947 - 3 janvier 1949       | 80e         | Élu en 1946. Perds sa réélection. | 1943–1953 Comprend la partie de Chicago délimitée au nord par la 65e rue (Cicero Avenue à Western Avenue), Marquette Road (Western à Damen), la 59e rue (Damen à Wallace) et Garfield Boulevard (Wallace au chemin de fer entre Wentworth et State Street), et délimité à l'est par le chemin de fer (de Garfield à la 59e), State Street (de la 59e à la 73e rue), Indiana Avenue (de la 73e à la 83e rue), South Park Boulevard (plus tard rebaptisé King Drive, de la 83e à la 99e rue), Stewart Avenue (99e à 103e rue) et Halsted (103e à 123e rue). Les mêmes limites ont été maintenues dans le redécoupage après 1950. |
| Neil J. Linehan (en)          | Démocrate             | 3 janvier 1949 - 3 janvier 1951       | 81e         | Élu en 1948. Perds sa réélection. | 1943–1953 Comprend la partie de Chicago délimitée au nord par la 65e rue (Cicero Avenue à Western Avenue), Marquette Road (Western à Damen), la 59e rue (Damen à Wallace) et Garfield Boulevard (Wallace au chemin de fer entre Wentworth et State Street), et délimité à l'est par le chemin de fer (de Garfield à la 59e), State Street (de la 59e à la 73e rue), Indiana Avenue (de la 73e à la 83e rue), South Park Boulevard (plus tard rebaptisé King Drive, de la 83e à la 99e rue), Stewart Avenue (99e à 103e rue) et Halsted (103e à 123e rue). Les mêmes limites ont été maintenues dans le redécoupage après 1950. |
| Fred E. Busbey (en)           | Républicain           | 3 janvier 1951 - 3 janvier 1955       | 82e , 83e   | Élu en 1950. Réélu en 1952. Perds sa réélection. | 1943–1953 Comprend la partie de Chicago délimitée au nord par la 65e rue (Cicero Avenue à Western Avenue), Marquette Road (Western à Damen), la 59e rue (Damen à Wallace) et Garfield Boulevard (Wallace au chemin de fer entre Wentworth et State Street), et délimité à l'est par le chemin de fer (de Garfield à la 59e), State Street (de la 59e à la 73e rue), Indiana Avenue (de la 73e à la 83e rue), South Park Boulevard (plus tard rebaptisé King Drive, de la 83e à la 99e rue), Stewart Avenue (99e à 103e rue) et Halsted (103e à 123e rue). Les mêmes limites ont été maintenues dans le redécoupage après 1950. |
| Fred E. Busbey (en)           | Républicain           | 3 janvier 1951 - 3 janvier 1955       | 82e , 83e   | Élu en 1950. Réélu en 1952. Perds sa réélection. | 1953–1963 |
| James C. Murray (en)          | Démocrate             | 3 janvier 1955 - 3 janvier 1957       | 84e         | Élu en 1954. Perds sa réélection. | |
| Emmet F. Byrne (en)           | Républicain           | 3 janvier 1957 - 3 janvier 1959       | 85e         | Élu en 1956. Perds sa réélection. | |
| William T. Murphy (en)        | Démocrate             | 3 janvier 1959 - 3 janvier 1971       | 86e - 91e   | Élu en 1958. Réélu en 1960. Réélu en 1962. Réélu en 1964. Réélu en 1966. Réélu en 1968. Retrait.                                                             | |
| William T. Murphy (en)        | Démocrate             | 3 janvier 1959 - 3 janvier 1971       | 86e - 91e   | Élu en 1958. Réélu en 1960. Réélu en 1962. Réélu en 1964. Réélu en 1966. Réélu en 1968. Retrait.                                                             | 1963–1973 Comprend le village d'Evergreen Park ainsi que la partie de Chicago délimitée au nord par la 66e rue (Cicero jusqu'au chemin de fer à 1/2 mile à l'est de Kedzie), Marquette (le chemin de fer vers Damen), la 59e Street (Damen vers Racine) et Garfield (Racine jusqu'au chemin de fer à 1/4 de mile à l'est de Halsted), et délimité à l'est par le chemin de fer (Garfield jusqu'à la 59e), Halsted (de la 59e à la 63e rue), State Street (de la 63e à la 83e rue), Stewart (de la 83e à 99e Street), State Street (99e à 111e rue), Wentworth Avenue (111e à 113e rue) et Halsted (111e à 123e rue). Il y a eu un redécoupage supplémentaire dans l'Illinois qui a pris effet pour le mandat 1967-1969, mais le 3e district n'a pas été modifié. |
| Morgan F. Murphy (en)         | Démocrate             | 3 janvier 1971 - 3 janvier 1973       | 92e         | Élu en 1970. Redécoupage vers le 2e district. | |
| Robert P. Hanrahan (en)       | Républicain           | 3 janvier 1973 - 3 janvier 1975       | 93e         | Élu en 1972. Perds sa réélection. | 1973–1983 Déplacé principalement dans les zones suburbaines pour inclure les villages de Thornton et Calumet, la majeure partie du village de Worth (à l'exception des municipalités de Bridgeview, Chicago Ridge, Crestwood, Palos Heights et Worth), les communautés de Chicago d'Ashburn et de Mount Greenwood, les parties de West Lawn et Chicago Lawn au sud de la 63e rue et les parties de Beverly et Morgan Park à l'ouest de Western Avenue. |
| Marty Russo (en)              | Démocrate             | 3 janvier 1975 - 3 janvier 1993       | 94e - 102e  | Élu en 1974. Réélu en 1976. Réélu en 1978. Réélu en 1980. Réélu en 1982. Réélu en 1984. Réélu en 1986. Réélu en 1988. Réélu en 1990. Perds sa renomination.  | 1973–1983 Déplacé principalement dans les zones suburbaines pour inclure les villages de Thornton et Calumet, la majeure partie du village de Worth (à l'exception des municipalités de Bridgeview, Chicago Ridge, Crestwood, Palos Heights et Worth), les communautés de Chicago d'Ashburn et de Mount Greenwood, les parties de West Lawn et Chicago Lawn au sud de la 63e rue et les parties de Beverly et Morgan Park à l'ouest de Western Avenue. |
| Marty Russo (en)              | Démocrate             | 3 janvier 1975 - 3 janvier 1993       | 94e - 102e  | Élu en 1974. Réélu en 1976. Réélu en 1978. Réélu en 1980. Réélu en 1982. Réélu en 1984. Réélu en 1986. Réélu en 1988. Réélu en 1990. Perds sa renomination.  | 1983–1993 Certaines parties du district se sont déplacées vers l'ouest, englobant une partie du 4e district. Le district comprenait désormais: le village de Bremen ; le village de Worth, à l'exception de la partie située entre la 111e rue et la 135e rue à l'ouest de l'avenue Cicero ainsi qu'environ 1/4 mi2 de Worth au nord de la 111e ; la partie du village de Calumet dans Blue Island et Calumet Park au nord-ouest du chemin de fer allant de la 123e et Laflin à la limite du village ouest; la partie du village de Thornton à l'ouest de la Calumet Expressway ayant pour limite nord la 167e rue (de la limite du village de Bremen à l'extrémité est de Hazel Crest), la 171e/172e rue (de Hazel Crest à Halsted Street), la 167e (de Halsted à State Street , qui devient Indiana Avenue) et la Little Calumet River (Indiana Avenue jusqu'à l'autoroute Calumet); la partie du village de Stickney au sud de la 65e rue ; les communautés de Chicago de Clearing, West Lawn, Ashburn, Mount Greenwood et Beverly, la partie ouest de Morgan Park et la partie supplémentaire de Chicago entre la 55e rue, la 75e rue, Cicero Avenue et le chemin de fer à 1/4 mile à l'est de Western sauf que partie du chemin de fer à Western entre la 63e rue et la 69e rue. |
| Bill Lipinski                 | Démocrate             | 3 janvier 1993 - 3 janvier 2005       | 103e - 108e | Redécoupage depuis le 5e district et réélu en 1992. Réélu en 1994. Réélu en 1996. Réélu en 1998. Réélu en 2000. Réélu en 2002. Retrait.                      | 1993–2003 Déplacé de manière significative vers le nord-ouest, et maintenant inclus : tout le village de Lyons ; tout le village de Stickney à l'exception de la partie nord de Pershing Road; tout Berwyn et Riverside; approximativement la moitié est de Brookfield et la moitié ouest de Cicero; les parties de Forest Park et North Riverside à l'est de Des Plaines River et au sud de Harrison Street; la majeure partie d'Oak Park au sud de l'Eisenhower Expressway; les parties du village de Worth ayant pour limite est Pulaski Road de la 87e rue à la 101e rue et Cicero Avenue de la 101e rue à la 135e rue, avec des variations mineures dans Oak Lawn ; les parties du village de Palos ayant pour limite ouest Roberts Road (80e Avenue) de la 87e rue à la 120e rue, puis au sud-ouest le long du chemin de fer jusqu'à la 135e rue, plus environ 1/8 m2 à l'ouest de Roberts Road à proximité de Stagg High School ; les parties du village de Bremen ayant pour limite est Cicero Avenue de la 135e rue à la 143e rue, le chemin de fer puis Pulaski de la 143e rue à la 159e rue, Cicero de la 159e rue à la 167e rue, l'Interstate 57 de la 167e rue à la 177e rue et Central Avenue de la 177e rue à la 183e rue ; les communautés de Chicago de Garfield Ridge, Clearing, Archer Heights, West Elsdon et West Lawn, les parties de Gage Park, Chicago Lawn et Ashburn à l'ouest de Kedzie Avenue, approximativement les parties de Brighton Park au nord-ouest de la 38e rue et St. Louis Avenue ou sud-ouest de la 43e rue et Kedzie, et près de 1/8 m2 dans le coin sud-ouest d'Austin. |
| Bill Lipinski                 | Démocrate             | 3 janvier 1993 - 3 janvier 2005       | 103e - 108e | Redécoupage depuis le 5e district et réélu en 1992. Réélu en 1994. Réélu en 1996. Réélu en 1998. Réélu en 2000. Réélu en 2002. Retrait.                      | 2003–2013 |
| Dan Lipinski                  | Démocrate             | 3 janvier 2005 - 3 janvier 2021       | 109e - 116e | Élu en 2004. Réélu en 2006. Réélu en 2008. Réélu en 2010. Réélu en 2012. Réélu en 2014. Réélu en 2016. Réélu en 2018. Perds sa renomination.                 | |
| Dan Lipinski                  | Démocrate             | 3 janvier 2005 - 3 janvier 2021       | 109e - 116e | Élu en 2004. Réélu en 2006. Réélu en 2008. Réélu en 2010. Réélu en 2012. Réélu en 2014. Réélu en 2016. Réélu en 2018. Perds sa renomination.                 | 2013–2023 |
| Marie Newman                  | Démocrate             | 3 janvier 2021 - 3 janvier 2023       | 117e        | Élue en 2020. Redécoupage vers le 6e district et perds sa renomination.                                                                                      | |
| Delia Ramirez                 | Démocrate             | 3 janvier 2023 - Président            | 118e        | Élue en 2022. | 2023–Présent |

## Résultats des récentes élections
Voici les résultats des dix précédents cycles électoraux dans le district.

### 2004
| Élection de 2004 du 3e district congressionnel de l'Illinois | Élection de 2004 du 3e district congressionnel de l'Illinois | Élection de 2004 du 3e district congressionnel de l'Illinois | Élection de 2004 du 3e district congressionnel de l'Illinois | Élection de 2004 du 3e district congressionnel de l'Illinois |
| ------------------------------------------------------------ | ------------------------------------------------------------ | ------------------------------------------------------------ | ------------------------------------------------------------ | ------------------------------------------------------------ |
| Parti                                                        | Parti                                                        | Candidat                                                     | Votes                                                        | %                                                            |
|                                                              | Démocrate                                                    | Dan Lipinski                                                 | 167 034                                                      | 72,64                                                        |
|                                                              | Républicain                                                  | Ryan Chlada                                                  | 57 845                                                       | 25,15                                                        |
|                                                              | Write-in                                                     | Krista Grimm                                                 | 5077                                                         | 2,21                                                         |
| Total des votes                                              | Total des votes                                              | Total des votes                                              | 229 956                                                      | 100%                                                         |
|                                                              | Les Démocrates conservent                                    |                                                              |                                                              |                                                              |

### 2006
| Élection de 2006 du 3e district congressionnel de l'Illinois | Élection de 2006 du 3e district congressionnel de l'Illinois | Élection de 2006 du 3e district congressionnel de l'Illinois | Élection de 2006 du 3e district congressionnel de l'Illinois | Élection de 2006 du 3e district congressionnel de l'Illinois |
| ------------------------------------------------------------ | ------------------------------------------------------------ | ------------------------------------------------------------ | ------------------------------------------------------------ | ------------------------------------------------------------ |
| Parti                                                        | Parti                                                        | Candidat                                                     | Votes                                                        | %                                                            |
|                                                              | Démocrate                                                    | Dan Lipinski (sortant)                                       | 127 768                                                      | 77,1                                                         |
|                                                              | Républicain                                                  | Raymond G. Wardingley                                        | 37 954                                                       | 22,9                                                         |
| Total des votes                                              | Total des votes                                              | Total des votes                                              | 165 722                                                      | 100%                                                         |
|                                                              | Les Démocrates conservent                                    |                                                              |                                                              |                                                              |

### 2008
| Élection de 2008 du 3e district congressionnel de l'Illinois | Élection de 2008 du 3e district congressionnel de l'Illinois | Élection de 2008 du 3e district congressionnel de l'Illinois | Élection de 2008 du 3e district congressionnel de l'Illinois | Élection de 2008 du 3e district congressionnel de l'Illinois |
| ------------------------------------------------------------ | ------------------------------------------------------------ | ------------------------------------------------------------ | ------------------------------------------------------------ | ------------------------------------------------------------ |
| Parti                                                        | Parti                                                        | Candidat                                                     | Votes                                                        | %                                                            |
|                                                              | Démocrate                                                    | Dan Lipinski (sortant)                                       | 172 581                                                      | 73,28                                                        |
|                                                              | Républicain                                                  | Michael Hawkins                                              | 50 336                                                       | 21,37                                                        |
|                                                              | Vert                                                         | Jerome Pohlen                                                | 12 607                                                       | 5,35                                                         |
| Total des votes                                              | Total des votes                                              | Total des votes                                              | 235 524                                                      | 100%                                                         |
|                                                              | Les Démocrates conservent                                    |                                                              |                                                              |                                                              |

### 2010
| Élection de 2010 du 3e district congressionnel de l'Illinois | Élection de 2010 du 3e district congressionnel de l'Illinois | Élection de 2010 du 3e district congressionnel de l'Illinois | Élection de 2010 du 3e district congressionnel de l'Illinois | Élection de 2010 du 3e district congressionnel de l'Illinois |
| ------------------------------------------------------------ | ------------------------------------------------------------ | ------------------------------------------------------------ | ------------------------------------------------------------ | ------------------------------------------------------------ |
| Parti                                                        | Parti                                                        | Candidat                                                     | Votes                                                        | %                                                            |
|                                                              | Démocrate                                                    | Dan Lipinski (sortant)                                       | 116 120                                                      | 69,69                                                        |
|                                                              | Républicain                                                  | Michael A. Bendas                                            | 40 479                                                       | 24,29                                                        |
|                                                              | Vert                                                         | Laurel Lambert Schmidt                                       | 10 028                                                       | 6,02                                                         |
| Total des votes                                              | Total des votes                                              | Total des votes                                              | 166 627                                                      | 100%                                                         |
|                                                              | Les Démocrates conservent                                    |                                                              |                                                              |                                                              |

### 2012
| Élection de 2012 du 3e district congressionnel de l'Illinois | Élection de 2012 du 3e district congressionnel de l'Illinois | Élection de 2012 du 3e district congressionnel de l'Illinois | Élection de 2012 du 3e district congressionnel de l'Illinois | Élection de 2012 du 3e district congressionnel de l'Illinois |
| ------------------------------------------------------------ | ------------------------------------------------------------ | ------------------------------------------------------------ | ------------------------------------------------------------ | ------------------------------------------------------------ |
| Parti                                                        | Parti                                                        | Candidat                                                     | Votes                                                        | %                                                            |
|                                                              | Démocrate                                                    | Dan Lipinski (sortant)                                       | 168 738                                                      | 68,48                                                        |
|                                                              | Républicain                                                  | Richard Grabowski                                            | 77 653                                                       | 31,52                                                        |
|                                                              | Indépendant                                                  | Laura Anderson (write-in)                                    | 7                                                            | 0.002                                                        |
| Total des votes                                              | Total des votes                                              | Total des votes                                              | 246 398                                                      | 100%                                                         |
|                                                              | Les Démocrates conservent                                    |                                                              |                                                              |                                                              |

### 2014
| Élection de 2014 du 3e district congressionnel de l'Illinois | Élection de 2014 du 3e district congressionnel de l'Illinois | Élection de 2014 du 3e district congressionnel de l'Illinois | Élection de 2014 du 3e district congressionnel de l'Illinois | Élection de 2014 du 3e district congressionnel de l'Illinois |
| ------------------------------------------------------------ | ------------------------------------------------------------ | ------------------------------------------------------------ | ------------------------------------------------------------ | ------------------------------------------------------------ |
| Parti                                                        | Parti                                                        | Candidat                                                     | Votes                                                        | %                                                            |
|                                                              | Démocrate                                                    | Dan Lipinski (sortant)                                       | 116 764                                                      | 64,56                                                        |
|                                                              | Républicain                                                  | Sharon M. Brannigan                                          | 64 091                                                       | 35,44                                                        |
| Total des votes                                              | Total des votes                                              | Total des votes                                              | 180 855                                                      | 100%                                                         |
|                                                              | Les Démocrates conservent                                    |                                                              |                                                              |                                                              |

### 2016
| Élection de 2016 du 3e district congressionnel de l'Illinois | Élection de 2016 du 3e district congressionnel de l'Illinois | Élection de 2016 du 3e district congressionnel de l'Illinois | Élection de 2016 du 3e district congressionnel de l'Illinois | Élection de 2016 du 3e district congressionnel de l'Illinois |
| ------------------------------------------------------------ | ------------------------------------------------------------ | ------------------------------------------------------------ | ------------------------------------------------------------ | ------------------------------------------------------------ |
| Parti                                                        | Parti                                                        | Candidat                                                     | Votes                                                        | %                                                            |
|                                                              | Démocrate                                                    | Dan Lipinski (sortant)                                       | 225 320                                                      | 99,96                                                        |
|                                                              | Write-In                                                     | Diane Harris                                                 | 91                                                           | <0.01                                                        |
| Total des votes                                              | Total des votes                                              | Total des votes                                              | 225 411                                                      | 100%                                                         |
|                                                              | Les Démocrates conservent                                    |                                                              |                                                              |                                                              |

### 2018
| Élection de 2018 du 3e district congressionnel de l'Illinois | Élection de 2018 du 3e district congressionnel de l'Illinois | Élection de 2018 du 3e district congressionnel de l'Illinois | Élection de 2018 du 3e district congressionnel de l'Illinois | Élection de 2018 du 3e district congressionnel de l'Illinois |
| ------------------------------------------------------------ | ------------------------------------------------------------ | ------------------------------------------------------------ | ------------------------------------------------------------ | ------------------------------------------------------------ |
| Parti                                                        | Parti                                                        | Candidat                                                     | Votes                                                        | %                                                            |
|                                                              | Démocrate                                                    | Dan Lipinski (sortant)                                       | 163 053                                                      | 73,01                                                        |
|                                                              | Républicain                                                  | Arthur J. Jones                                              | 57 885                                                       | 25,92                                                        |
|                                                              | Indépendant                                                  | Justin Hanson                                                | 1353                                                         | 0,61                                                         |
|                                                              | Indépendant                                                  | Kenneth Yerkers                                              | 1039                                                         | 0,47                                                         |
|                                                              | Indépendant                                                  | Richard Meyers                                               | 4                                                            | 0,002                                                        |
| Total des votes                                              | Total des votes                                              | Total des votes                                              | 223 334                                                      | 100%                                                         |
|                                                              | Les Démocrates conservent                                    |                                                              |                                                              |                                                              |

### 2020
| Élection de 2020 du 3e district congressionnel de l'Illinois, | Élection de 2020 du 3e district congressionnel de l'Illinois, | Élection de 2020 du 3e district congressionnel de l'Illinois, | Élection de 2020 du 3e district congressionnel de l'Illinois, | Élection de 2020 du 3e district congressionnel de l'Illinois, |
| ------------------------------------------------------------- | ------------------------------------------------------------- | ------------------------------------------------------------- | ------------------------------------------------------------- | ------------------------------------------------------------- |
| Parti                                                         | Parti                                                         | Candidat                                                      | Votes                                                         | %                                                             |
|                                                               | Démocrate                                                     | Marie Newman                                                  | 172 997                                                       | 56,4                                                          |
|                                                               | Républicain                                                   | Mike Fricilone                                                | 133 851                                                       | 43,6                                                          |
| Total des votes                                               | Total des votes                                               | Total des votes                                               | 306 848                                                       | 100%                                                          |
|                                                               | Les Démocrates conservent                                     |                                                               |                                                               |                                                               |

### 2022
| Primaire Républicaine de 2022 du 3e district congressionnel de l'Illinois | Primaire Républicaine de 2022 du 3e district congressionnel de l'Illinois | Primaire Républicaine de 2022 du 3e district congressionnel de l'Illinois | Primaire Républicaine de 2022 du 3e district congressionnel de l'Illinois | Primaire Républicaine de 2022 du 3e district congressionnel de l'Illinois |
| ------------------------------------------------------------------------- | ------------------------------------------------------------------------- | ------------------------------------------------------------------------- | ------------------------------------------------------------------------- | ------------------------------------------------------------------------- |
| Parti                                                                     | Parti                                                                     | Candidat                                                                  | Votes                                                                     | %                                                                         |
|                                                                           | Républicain                                                               | Justin Burau                                                              | 18 997                                                                    | 100%                                                                      |

| Primaire Démocrate de 2022 du 3e district congressionnel de l'Illinois | Primaire Démocrate de 2022 du 3e district congressionnel de l'Illinois | Primaire Démocrate de 2022 du 3e district congressionnel de l'Illinois | Primaire Démocrate de 2022 du 3e district congressionnel de l'Illinois | Primaire Démocrate de 2022 du 3e district congressionnel de l'Illinois |
| ---------------------------------------------------------------------- | ---------------------------------------------------------------------- | ---------------------------------------------------------------------- | ---------------------------------------------------------------------- | ---------------------------------------------------------------------- |
| Parti                                                                  | Parti                                                                  | Candidat                                                               | Votes                                                                  | %                                                                      |
|                                                                        | Démocrate                                                              | Delia Ramirez                                                          | 37 296                                                                 | 66,4                                                                   |
|                                                                        | Démocrate                                                              | Gilbert Villegas                                                       | 12 990                                                                 | 23,1                                                                   |
|                                                                        | Démocrate                                                              | Lymen Chehade                                                          | 3719                                                                   | 6,6                                                                    |
|                                                                        | Démocrate                                                              | Juan Aguirre                                                           | 2175                                                                   | 3,9                                                                    |

| Élection de 2022 du 3e district congressionnel de l'Illinois | Élection de 2022 du 3e district congressionnel de l'Illinois | Élection de 2022 du 3e district congressionnel de l'Illinois | Élection de 2022 du 3e district congressionnel de l'Illinois | Élection de 2022 du 3e district congressionnel de l'Illinois |
| ------------------------------------------------------------ | ------------------------------------------------------------ | ------------------------------------------------------------ | ------------------------------------------------------------ | ------------------------------------------------------------ |
| Parti                                                        | Parti                                                        | Candidat                                                     | Votes                                                        | %                                                            |
|                                                              | Démocrate                                                    | Delia Ramirez                                                | 121 764                                                      | 68,50                                                        |
|                                                              | Républicain                                                  | Justin Burau                                                 | 55,995                                                       | 31,50                                                        |
| Total des votes                                              | Total des votes                                              | Total des votes                                              | 177 759                                                      | 100%                                                         |
|                                                              | Les Démocrates conservent                                    |                                                              |                                                              |                                                              |

### 2024
| Primaire Démocrate de 2024 du 3e district congressionnel de l'Illinois | Primaire Démocrate de 2024 du 3e district congressionnel de l'Illinois | Primaire Démocrate de 2024 du 3e district congressionnel de l'Illinois | Primaire Démocrate de 2024 du 3e district congressionnel de l'Illinois | Primaire Démocrate de 2024 du 3e district congressionnel de l'Illinois |
| ---------------------------------------------------------------------- | ---------------------------------------------------------------------- | ---------------------------------------------------------------------- | ---------------------------------------------------------------------- | ---------------------------------------------------------------------- |
| Parti                                                                  | Parti                                                                  | Candidat                                                               | Votes                                                                  | %                                                                      |
|                                                                        | Démocrate                                                              | Delia Ramirez (sortante)                                               | 52 644                                                                 | 100%                                                                   |

| Primaire Républicaine de 2024 du 3e district congressionnel de l'Illinois | Primaire Républicaine de 2024 du 3e district congressionnel de l'Illinois | Primaire Républicaine de 2024 du 3e district congressionnel de l'Illinois | Primaire Républicaine de 2024 du 3e district congressionnel de l'Illinois | Primaire Républicaine de 2024 du 3e district congressionnel de l'Illinois |
| ------------------------------------------------------------------------- | ------------------------------------------------------------------------- | ------------------------------------------------------------------------- | ------------------------------------------------------------------------- | ------------------------------------------------------------------------- |
| Parti                                                                     | Parti                                                                     | Candidat                                                                  | Votes                                                                     | %                                                                         |
|                                                                           | Républicain                                                               | John Booras                                                               | 15 468                                                                    | 100%                                                                      |

| Élection de 2024 du 3e district congressionnel de l'Illinois | Élection de 2024 du 3e district congressionnel de l'Illinois | Élection de 2024 du 3e district congressionnel de l'Illinois | Élection de 2024 du 3e district congressionnel de l'Illinois | Élection de 2024 du 3e district congressionnel de l'Illinois |
| ------------------------------------------------------------ | ------------------------------------------------------------ | ------------------------------------------------------------ | ------------------------------------------------------------ | ------------------------------------------------------------ |
| Parti                                                        | Parti                                                        | Candidat                                                     | Votes                                                        | %                                                            |
|                                                              | Démocrate                                                    | Delia Ramirez (sortante)                                     | 174 825                                                      | 67,3                                                         |
|                                                              | Républicain                                                  | John Booras                                                  | 84 987                                                       | 32,7                                                         |
|                                                              | Indépendant                                                  | Angel Oakley (write-in)                                      | 96                                                           | 0,0                                                          |
| Total des votes                                              | Total des votes                                              | Total des votes                                              | 259 908                                                      | 100 %                                                        |
|                                                              | Les Démocrates conservent                                    |                                                              |                                                              |                                                              |